# Gerry Weber

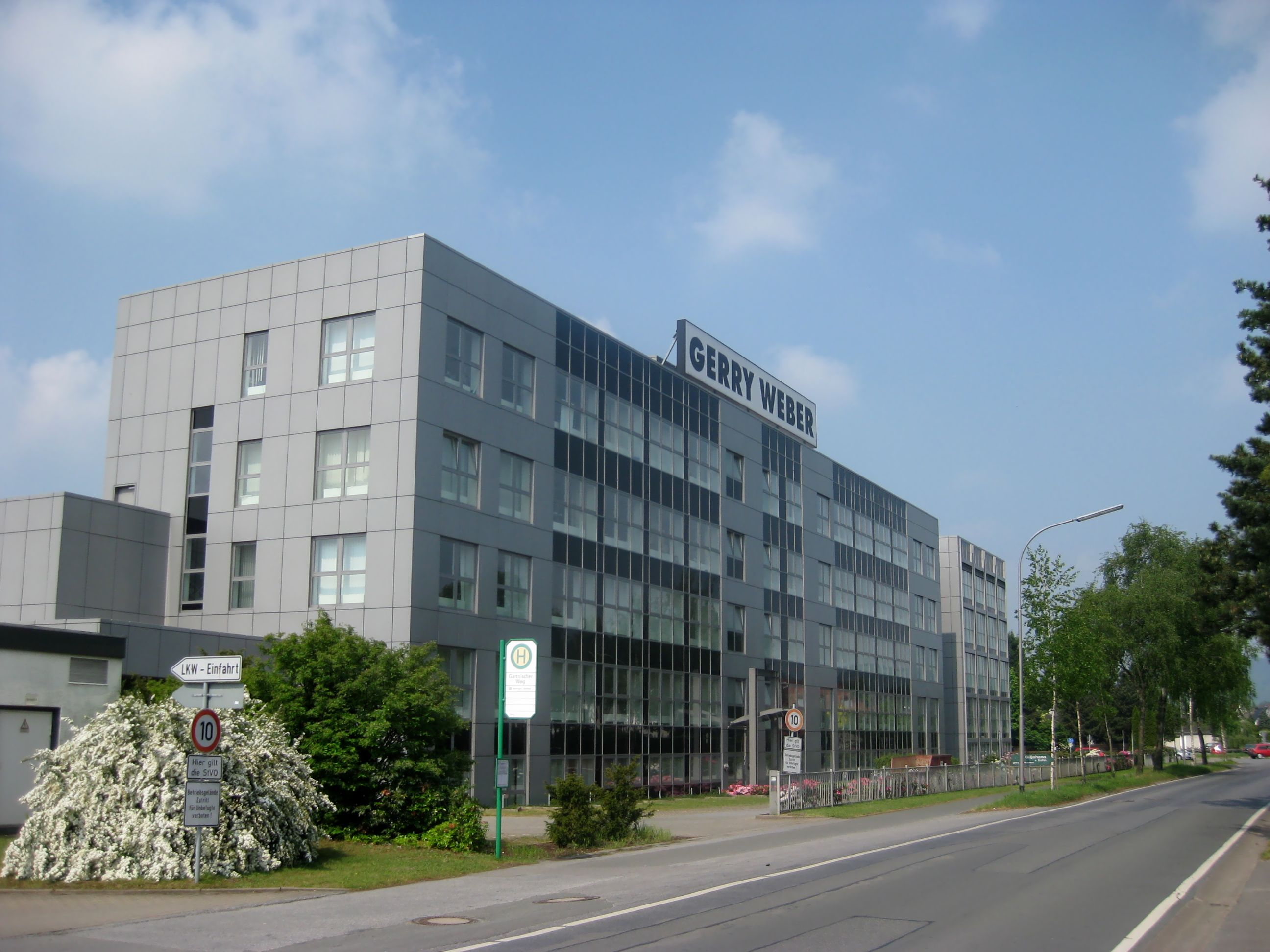
Firmenzentrale der Gerry Weber International GmbH

Die Gerry Weber International GmbH (Eigenschreibweise: GERRY WEBER) (vormals: Gerry Weber International AG) ist ein deutsches Unternehmen der Modeindustrie mit Sitz in Halle (Westf.).
Das Unternehmen befindet sich vollständig im Besitz der luxemburgischen GWI Holding S.A.R.L. Die GWI wiederum befindet sich im Besitz der beiden Private-Equity-Gesellschaften Robus und Whitebox sowie J.P. Morgan.

## Geschichte
Die Gerry Weber International GmbH geht auf die am 1. März 1973 in Halle (Westf.) von Gerhard Weber und Udo Hardieck gegründete Hatex KG zurück. Zunächst produzierte und vertrieb das Unternehmen Damenhosen. Im Jahr 1975 wurde das Portfolio um Damenröcke erweitert. In den Folgejahren wurden Produktionsstätten diverser Textilfabrikanten übernommen und das Sortiment mit Kleidern weiter ausgebaut. 1979 wurde in Halle ein Grundstück gekauft, um einen Fabrikationsbetrieb zu errichten. Da die Bauzeit und die erforderlichen Genehmigungen zu viel Zeit benötigten, wurde im selben Jahr ein Gebäude in Steinhagen-Brockhagen erworben und der Sitz der Gesellschaft am 24. August 1979 von Halle nach Brockhagen verlegt. 1982 erfolgte die Erweiterung des Sortiments mit Blusen und Jacken sowie eine Konzentration auf Damen-Kombinationsmode. Zu der Zeit wurden Teile der Produktion ins Ausland verlagert. 1986 wurde der Markenname „Gerry Weber“ (nach dem Firmengründer Gerhard Weber) geschaffen und weltweit geschützt. Ein Sponsoringvertrag mit der damals 17-jährigen Tennisspielerin Steffi Graf wurde im gleichen Jahr geschlossen. Sie machte eine Weltkarriere und verschaffte der Marke Gerry Weber rasch Bekanntheit.
1987 wurde der Entschluss gefasst, ein neues Werk auf dem bereits 1979 gekauften Grundstück in Halle zu errichten. Der erste Bauabschnitt wurde Ende 1988 fertiggestellt.
Im Jahr 1989 erfolgte der Börsengang und die Umbenennung in Gerry Weber International AG. Der Umsatz betrug 1989 103 Mio. DM, das Unternehmen hatte 421 Mitarbeiter. Ebenfalls 1989 kam als weitere Marke Taifun hinzu, 1990 erfolgte die Fertigstellung des zweiten Bauabschnittes des neuen Werks. Auch die Verwaltung, die Produktentwicklung und der Zuschnitt wurden von Brockhagen nach Halle verlegt. Durch den stetigen Ausbau des Sortiments wurde das Lager zu klein und als Erweiterungsmaßnahme ein zweites Lager gebaut. 1992 zählte Gerry Weber zu den ersten Modeherstellern in Deutschland, die in der Entwicklung und Fertigung hochmoderne CAD/CAM-Systeme einsetzen. Mit Hilfe dieser Technik wurden Schnittmuster fortan digitalisiert und gradiert. Das heißt, die Daten eines Grundmusters werden digital erfasst und für alle Konfektionsgrößen modifiziert.
1994 wurde die Marke Samoon für Damen mit Übergrößen auf dem Markt eingeführt. 1995 entwickelte Gerry Weber ein neues Shop-in-Shop-System, welches zunächst bei Handelspartnern im Inland eingeführt wurde. Daneben wurden die Angebots- und Lieferrhythmen der Marken umgestellt: Statt der bis dahin üblichen Frühjahr/Sommer und Herbst-/Winter-Einteilung bot die Gerry Weber Gruppe als einer der ersten Hersteller Monats-Kollektionen an und konnte somit sehr schnell auf aktuelle Trends eingehen. In den 90er Jahren wurden die Expansion mit eigenen Shops und die Internationalisierung vorangetrieben. Ende 1997 existierten neben rund 120 Gerry-Weber-Shops im Inland weitere in der Schweiz, in Dubai, den Niederlanden, in Großbritannien und in Österreich. Ab dem Jahr 2000 vergab das Unternehmen auch Lizenzen unter dem Label Gerry Weber (Schuhe, Brillen, Düfte, Taschen, Schmuck). 2006 wurde eine Herren-Kollektion unter dem Markennamen Gerry Weber Men geschaffen, die zunächst als Lizenz vergeben, ab 2008 eigengefertigt und 2009 vom Markt genommen wurde.
Im November 2011 übernahm Gerry Weber das österreichische Modeunternehmen Don Gil. Das Jahrzehnt war geprägt von weiterer starker Expansion im Retail-Bereich. 2012 übernahm Gerry Weber die insolvente Modekette Wissmach und integrierte die Stores in das eigene Store-Portfolio.
Im Januar 2015 wurde bekannt, dass Ralf Weber, Sohn des Unternehmensgründers, Vorstandsvorsitzender des Unternehmens werde. Im Februar 2015 übernahm Gerry Weber nach Zustimmung des Kartellamtes das Modeunternehmen Hallhuber. 2016 schloss das Unternehmen aus finanziellen Gründen 103 Filialen, davon zwei Drittel im Inland. Im Dezember 2016 wurde bekannt, dass das Unternehmen außerdem eine große Immobilie, die „Halle 30“ in Düsseldorf, veräußert habe.
Im Sommer 2016 startete Gerry Weber eine neue Damenmodemarke mit Namen „talkabout“. Diese wurde nicht in den konzerneigenen Geschäften verkauft, sondern über ausgewählte Partner.
Am 25. Januar 2019 stellte die Muttergesellschaft Gerry Weber International AG mit rund 580 Mitarbeitern beim Amtsgericht Bielefeld den Antrag auf Insolvenz in Eigenverwaltung. Von dem Insolvenzantrag war zunächst ausschließlich Gerry Weber International AG betroffen. Nicht betroffen waren demnach Tochtergesellschaften wie beispielsweise Hallhuber. Am 8. Februar 2019 wurde mitgeteilt, dass die Gerry Weber Retail GmbH ebenfalls Insolvenzantrag gestellt hat. Für Hallhuber konnte eine Brückenfinanzierung durch einen Investor erreicht werden, der auch eine Kaufoption bekam, die dann im Juli 2019 wahrgenommen wurde. In einem Interview mit dem Spiegel sagte Unternehmensgründer Gerhard Weber im Frühjahr 2019, der Bau eines Logistikzentrums, das 2015 in Künsebeck in Betrieb ging, sei zu groß und zu teuer gewesen.
Im April 2019 wurde die Schließung von 120 Gerry-Weber-Läden in Deutschland bis Ende 2021 im Rahmen der Restrukturierung des Unternehmens bekannt. Im August 2019 legte Gerry Weber einen Insolvenzplan vor, über den die Gläubiger am 18. September 2019 abstimmen sollen. Die Altaktionäre wurden in der Phase aus dem Unternehmen entfernt, Filialen und Stellen wurden abgebaut, die britischen Finanzinvestoren Robus, Whitebox und J.P. Morgan finanzierten das laufende Geschäft. Das Amtsgericht Bielefeld hob das Insolvenzverfahren nach Konzernangaben zum 1. Januar 2020 auf. Im Juni 2020 stimmten die Insolvenzgläubiger mehrheitlich zu, 35 Prozent ihrer Forderungen bis Ende 2023 zu stunden, um die Folgen der Corona-Pandemie abzufedern. Im März 2021 verkaufte Gerry Weber das Logistikzentrum an die Walbusch-Gruppe.
Am 19. April 2023 zeigte die Gerry Weber International AG beim Amtsgericht Essen ein Vorhaben zur finanziellen Sanierung auf der Grundlage des Unternehmensstabilisierungs- und -restrukturierungsgesetzes (StaRUG) an. Am 20. April 2023 wurde beim Amtsgericht Bielefeld für das Tochterunternehmen Gerry Weber Retail GmbH ein Antrag auf Insolvenz in Eigenverwaltung gestellt. Anfang Mai wurde berichtet, dass Gerry Weber seine russischen Tochterunternehmen verkauft hat.
Am 12. Mai 2023 kündigte das Unternehmen an, mit der Techno Design GmbH aus Düsseldorf eine strategische Partnerschaft im Bereich Beschaffung zu starten. Ende Juni kündigte Gerry Weber an, 122 eigene Verkaufsstellen in Deutschland bis Ende September zu schließen, sich aus dem Concession-Geschäft zurückzuziehen und sich zukünftig auf Kunden aus dem Textilfachhandel zu fokussieren. Insgesamt sollen dadurch 350 Vollzeitarbeitsplätze im Verkauf und 75 Vollzeitarbeitsplätze in der Zentrale wegfallen.
Im Juli 2023 wurde am Handelsgericht Wien ein Konkursverfahren für die österreichische Tochtergesellschaft eröffnet. Im Zuge dessen wurden alle eigenen Filialen in Österreich geschlossen. Das Unternehmen teilte mit, sich in Österreich künftig auf das Geschäft mit dem Textilfachhandel sowie den Online-Shop zu konzentrieren.
Am 18. August 2023 wurde im Rahmen des laufenden StaRUG-Verfahrens der vom Unternehmen vorgelegte Restrukturierungsplan mit großer Mehrheit durch die Gläubiger angenommen. Da das Grundkapital der Gerry Weber International AG aufgebraucht ist, soll ein vollständiger Kapitalschnitt die Restrukturierungsmaßnahmen auf der Fremdkapitalseite begleiten. Dadurch wird das Grundkapital auf null gesetzt und die bisherigen Aktionäre scheiden ohne Kompensation aus. Außerdem ist eine Kapitalerhöhung auf 50.000 Euro Teil des Kapitalschnitts. Die neuen Aktien sollen von der Luxemburger GWI Holding S.à r.l. gezeichnet werden, deren Gesellschafter die Private-Equity-Gesellschaften Robus, Whitebox und J.P. Morgan sind. Zum 30. September 2023 beendete Angelika Schindler-Obenhaus ihre Tätigkeit als Vorstandsvorsitzende vorzeitig. Ihr folgt Dirk Reichert, der vom Aufsichtsrat in den Vorstand berufen wurde.
Am 4. Dezember 2023 ist in Folge der Herabsetzung des aktienrechtlichen Grundkapitals auf Null im Rahmen eines „kalten Delistings“ die Börsennotierung erloschen. Diese soll nach Aussage des Konzerns nicht wiederhergestellt werden. Zum 28. Dezember 2023 wurde die Gesellschaft in eine GmbH umgewandelt und firmiert fortan unter Gerry Weber International GmbH.
Am 10. März 2025 stimmte das Amtsgericht Bielefeld einem von der Muttergesellschaft Gerry Weber International GmbH beantragten Insolvenzverfahren in Eigenverwaltung zu. Auch drei Tochtergesellschaften sind betroffen: Ende März 2025 beantragte die Gerry Weber DE GmbH ein vorläufiges Insolvenzverfahren in Eigenverwaltung, die E-Gerry Weber Digital GmbH und die Life-Style Fashion GmbH ein vorläufiges Regelinsolvenzverfahren.
Im Mai 2025 wurde bekannt, dass Gerry Weber seine noch verbliebenen rund 40 Geschäfte in Deutschland sowie weitere Läden in anderen Staaten schließen und dann nur noch als Marke weiterbestehen wird.

## Börsennotierung
1989 erfolgte der Börsengang. Die Aktie des Unternehmens war bis zum 28. Juni 2011 im SDAX der Deutschen Börse notiert. Ab dem 29. Juni 2011 war das Unternehmen im MDAX gelistet und ersetzte dort die Aktie des Unternehmens Tognum. Nach einem starken Kurseinbruch aufgrund von Gewinnwarnungen stieg die Aktie am 21. September 2015 wieder in den SDAX ab und musste diesen schließlich am 19. März 2018 verlassen. Im Oktober 2020 kehrte die Aktie wieder an die Börse zurück. Etwa 7 % der Aktien waren Streubesitz, der Rest war Teil von Investmentfonds.
Im April 2023 beantragte die Gerry Weber International AG beim Essener Amtsgericht die Einleitung eines Verfahrens nach dem Gesetz über den Stabilisierungs- und Restrukturierungsrahmen für Unternehmen (StaRUG). Das StaRUG-Verfahren wurde im November 2023 mit Rechtskraft des Restrukturierungsplan abgeschlossen. Teil des Restrukturierungsvorhabens war ein vollständiger Kapitalschnitt. Dieser umfasste die Herabsetzung des Grundkapitals auf null, sodass die Aktionäre der Gerry Weber International AG kompensationslos ausgeschieden sind. Am 4. Dezember 2023 ist die Börsennotierung der Aktien erloschen. In der Folge wurde die Gesellschaft zum 28. Dezember 2023 in eine Gesellschaft mit beschränkter Haftung umgewandelt und firmiert nun unter Gerry Weber International GmbH.

## Unternehmensstruktur
Gerry Weber vertreibt über die Ladengeschäfte (Retail, eigene Filialen und Concessions), den Großhandel und online (E-Commerce) Damenmode der Eigenmarken Gerry Weber, Taifun und Samoon. Die GWI Holding S.à.r.l. ist die Holdinggesellschaft des zum 31. Dezember 2022 aus 27 Unternehmen bestehenden, internationalen Konzerns.
Produziert wird die Kleidung überwiegend in Asien (vor allem VR China und Bangladesch) und in der Türkei. Das zentrale Distributionszentrum ist der ehemals firmeneigene Ravenna Park in Halle (Westf.). Deutschland ist der wichtigste Absatzmarkt, der Absatzweg über die eigenen Geschäfte machte knapp die Hälfte des Umsatzes aus.

## Sponsoring
Bekannt ist das Unternehmen auch durch das 1993 bis 2018 im Gerry-Weber-Stadion ausgetragene ATP-Rasen-Tennisturnier Gerry Weber Open und frühere Sponsorenaktivitäten beim benachbarten Fußballbundesligisten Arminia Bielefeld (Trikot-Sponsor 1996/97 und 1997/98) sowie des Handballbundesligisten TBV Lemgo. Das Stadion wurde 2020 in OWL Arena umbenannt.

## Datenschutz
Das Unternehmen stattet seit Januar 2011 alle in die Läden gelieferten Artikel mit einem RFID-Chip aus. Auf dem RFID-Chip ist der Elektronische Produktcode (EPC) als Zusammenfassung des vom Barcode bekannten EAN-Code, sowie einer Seriennummer der Bekleidungsstückes, gespeichert. Dieser Chip befindet sich bei der Mehrzahl der Teile im Pflegeetikett, welches meist in der linken unteren Seitennaht eingebracht ist. Auf dem Pflegeetikett ist ein englischsprachiger Hinweis auf die RFID-Technik vorhanden: „RFID inside. Remove before wearing“, übersetzt „Enthält RFID. Vor dem Tragen entfernen“.
Für den Einsatz der RFID-Technik erhielt das Unternehmen den ECR-Award 2010 sowie den Retail Technology Award und gewann bei der RFID Journal LIVE! 2011 Konferenz einen Preis für die „beste RFID-Implementierung“.
Gerry Weber geriet 2012 in negative Schlagzeilen, nachdem bekannt wurde, dass Kleidung der Firma auch nach dem Verkauf noch mit RFID-Chips ausgestattet ist. In einem Feldversuch von FoeBuD zeigte sich, dass die weltweit eindeutigen Seriennummern der Chips aus einer Entfernung von bis zu 8 Metern berührungslos auslesbar sind. Der Nummerncode ist nach Unternehmensangaben in einer Datenbank hinterlegt.
Die öffentliche Debatte der RFID-Praxis von Gerry Weber bewirkte, dass das Unternehmen Stellung bezog. So konstatiert Gerry Weber, dass einzelne gekaufte Kleidungsstücke über die auf dem RFID-Chip gespeicherten Daten nicht dem jeweiligen Käufer zuzuordnen seien. Zugleich weist das Unternehmen darauf hin, dass die Etiketten beim Kauf auf Wunsch noch an der Kasse entfernt werden können. Für die Kundschaft legte das Unternehmen außerdem ein Informationsblatt zu dem Thema an, das im Internet zu finden ist.